# Sielsowiet Łoszany
Sielsowiet Łoszany (biał. Лашанскі сельсавет, ros. Лошанский сельсовет) – sielsowiet na Białorusi, w obwodzie mińskim, w rejonie mińskim.

## Miejscowości
- agromiasteczko
  - Łoszany
- wsie
  - Bińkowce
  - Bouble
  - Browki
  - Dinarewicze
  - Goroszki
  - Huje
  - Karlsberg
  - Kąty
  - Krynicy
  - Lisice
  - Łabenszczyzna
  - Łumszyno
  - Maćki
  - Ogarki
  - Prudziszcze
  - Putniki
  - Rabuszki
  - Sajewszczyzna
  - Sielawszczyzna
  - Sielec
  - Sieliszcze
  - Słoboda
  - Sukowicze
  - Szczerbiny
  - Szymkowo
  - Wyszkowo
- osiedla
  - Lenina
  - Nawinka
  - Sielec